# Rick Mewborn
Richard Lee Mewborn (ur. 28 marca 1965 r. w Carlsbad) – amerykański skoczek narciarski. Najlepsze wyniki w Pucharze Świata osiągnął w sezonie 1985/1986, kiedy zajął 26. miejsce w klasyfikacji generalnej.
Brał udział w mistrzostwach świata w 1985 w Seefeld in Tirol oraz igrzyskach w 1988 w Calgary, ale bez sukcesów.

## Puchar Świata w skokach narciarskich

### Miejsca w klasyfikacji generalnej
- sezon 1984/1985: 53
- sezon 1985/1986: 26
- sezon 1986/1987: -
- sezon 1987/1988: -

## Igrzyska Olimpijskie
- Indywidualnie
  - 1988 Calgary (CAN) – 54. miejsce (normalna skocznia)

## Mistrzostwa Świata
- Drużynowo
  - 1985 Seefeld in Tirol (AUT) – 5. miejsce